# Spheropistha miyashitai
Spheropistha miyashitai är en spindelart som först beskrevs av Akio Tanikawa 1998.  Spheropistha miyashitai ingår i släktet Spheropistha och familjen klotspindlar. Inga underarter finns listade i Catalogue of Life.